# عز الدين إبراهيم
عز الدين إبراهيم (1928 - 30 يناير 2010)، مدير جامعة الإمارات الأسبق والمستشار الثقافي للشيخ زايد بن سلطان آل نهيان وأحد قيادات الإخوان المسلمين ومؤسس تنظيمها في ليبيا بعد خروجه من مصر. توفي في لندن بالمملكة المتحدة.

## التعليم
- ليسانس في الأدب العربي من جامعة القاهرة
- دبلوم التربية وعلم النفس من جامعة عين شمس
- دكتوراه الفلسفة في الآداب من جامعة لندن سنة 1963.
- منحته جامعة ماليزيا الدكتوراه الفخرية في الاقتصاد لإدارته عدداً من صناديق التضامن والعمل الخيري في البلاد الإسلامية
- منحته جامعة ويلز في المملكة المتحدة دكتوراه فخرية في الآداب لدوره مع مؤسسات التعليم العالي

## العمل
عمل الدكتور عز الدين في مجال التعليم والتربية والبحث العلمي بالإدارة والتدريس في مصر وليبيا وسوريا وقطر والمملكة العربية السعودية وبريطانيا والولايات المتحدة، ففي قطر عمل مساعدا لمدير المعارف، وانتقل للسعودية للعمل كأستاذ للأدب العربي وطرق تدريس العربية في الرياض ، كما قام بتدريس الدراسات الإسلامية في جامعة أكسفورد في بريطانيا وجامعة ميتشغان في الولايات المتحدة الأمريكية، مستعيناً بكتبِهِ الإسلامية المؤلّفة بالعربية والإنجليزية.

## مشاركته في المجالس العلمية
- مستشار للجنة الاستشارية لجامعة ممباسا الإسلامية.
- عضو المنظمة الإسلامية للعلوم الطبية بالكويت.
- عضو اللجنة الاستشارية لمؤسسة قطر للتربية والعلوم وتنمية المجتمع.
- مستشار مركز إسهامات علماء المسلمين في الحضارة بدولة قطر.
- عضو مجلس أمناء كلية الخليج الطبية بعجمان.
- عضو مجلس أخلاقيات الطب في مدينة الشيخ خليفة الطبية في أبوظبي.
- عضو في المجالس العلمية لعدد من الجامعات العربية والأوروبية والآسيوية والإفريقية.

## وصلات
- الإيسيسكو تنعي الدكتور عز الدين إبراهيم
- القرضاوي ينعى العالم عز الدين إبراهيم
- عز الدين إبراهيم
- الدكتور عز الدين إبراهيم في ذمة الله
- وفاة العالم عز الدين إبراهيم أحد مؤسسيي حركة الإخوان المسلمين في ليبيا
- الأستاذ عاكف يحتسب رفيق دربه د. عز الدين إبراهيم